# Lion de Lucerne
Le Lion de Lucerne (en allemand : Löwendenkmal) est une sculpture située à Lucerne, en Suisse.
Dessinée par Bertel Thorvaldsen, puis sculptée entre 1820 et 1821 par Lukas Ahorn, elle commémore les officiers et les centaines de soldats du régiment des Gardes suisses morts en 1792 au service du roi de France, Louis XVI, lorsque les révolutionnaires prirent d'assaut le palais des Tuileries à Paris.

## Contexte

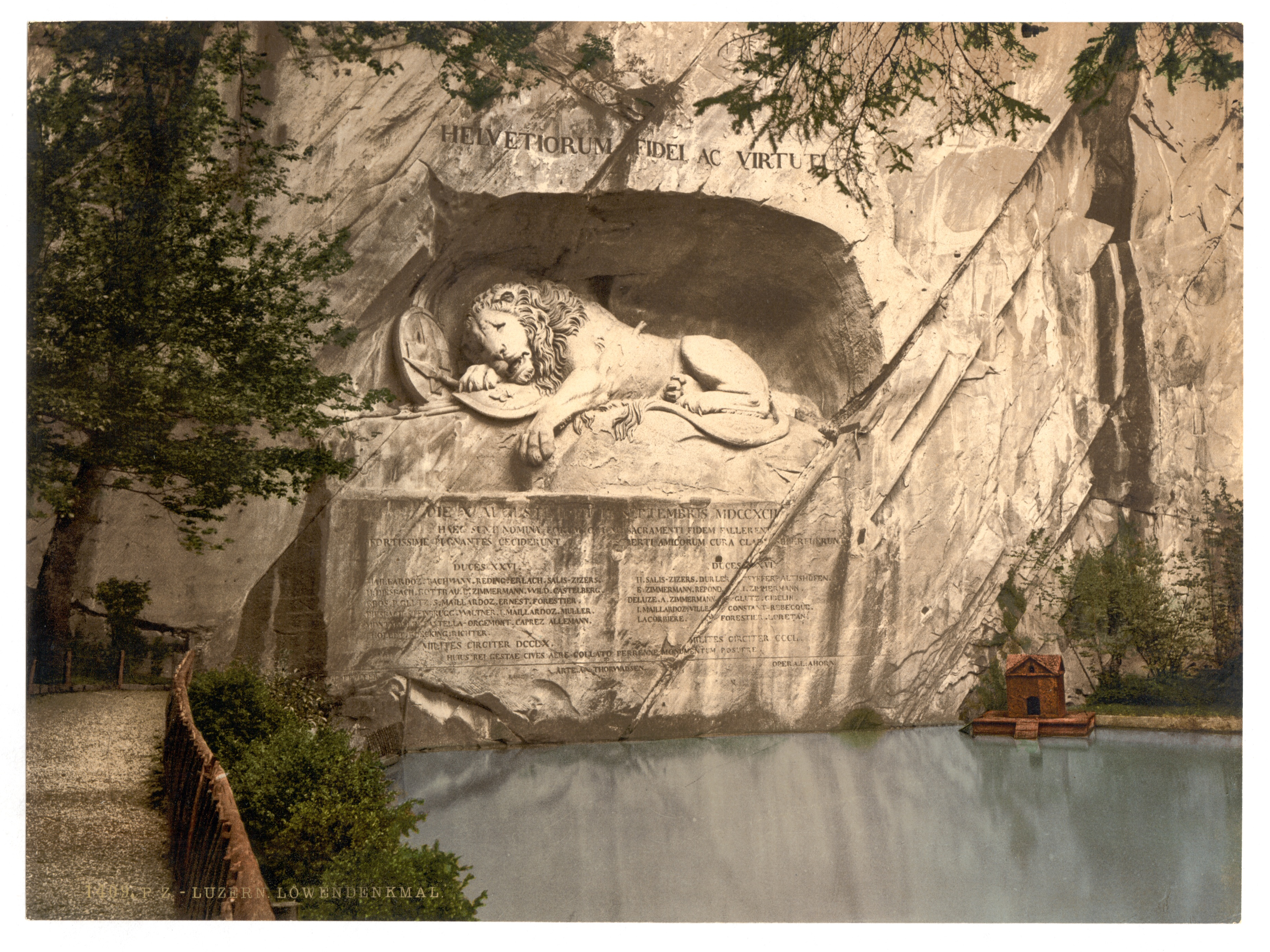
Vue du monument vers 1900.

Depuis le début du XVIIe siècle, un régiment de Gardes suisses constitué de mercenaires sert en France dans le cadre de la Maison du roi. Le 6 octobre 1789, le roi Louis XVI est contraint de déménager avec sa famille du château de Versailles au palais des Tuileries, à Paris. En juin 1791, il tente de s'évader vers Montmédy.
Au cours de la journée du 10 août 1792, les révolutionnaires prennent d'assaut le palais, défendu par les Gardes suisses au complet, à l'exception d'un détachement de 300 hommes envoyés en Normandie quelques jours auparavant. Des combats éclatent spontanément après que la famille royale a été exfiltrée des Tuileries pour être placée sous la protection de l'Assemblée nationale législative. Les gardes, à court de munitions, sont débordés par des adversaires en nombre supérieur. Une note de la main du roi, qui a été retrouvée, leur ordonne de se retirer et de retourner dans leurs casernes. De fait, en leur donnant ordre de rendre les armes en plein combat, Louis XVI sacrifie les Suisses.

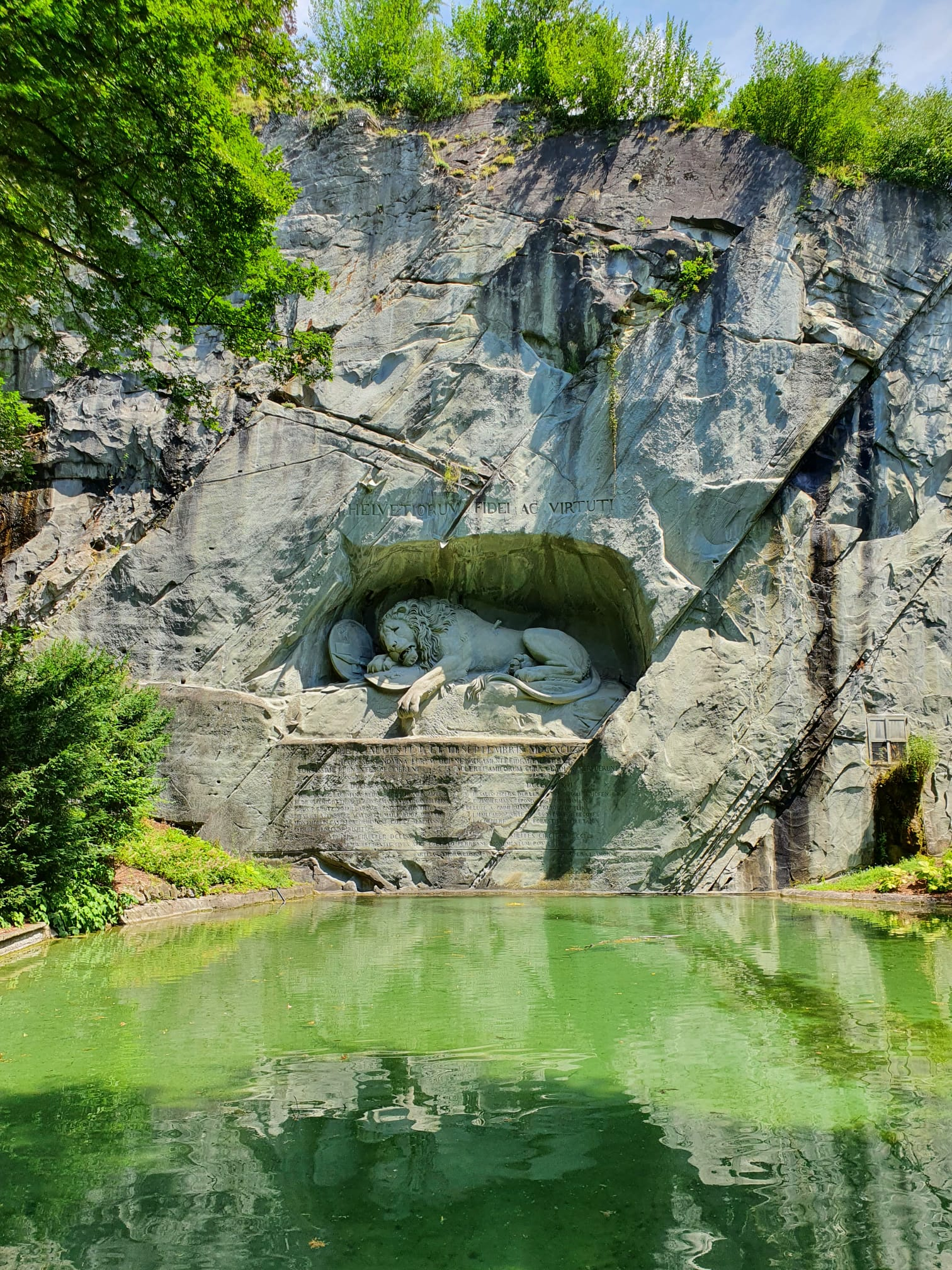
Vue du monument en 2020.

Parmi les 800 à 900 gardes présents au palais, 300 sont tués sur place, pendant les combats ou après leur reddition. On estime que 200 autres sont morts en prison des suites de leurs blessures, ou ont été tués au cours des massacres de Septembre. De leur côté, les révolutionnaires dénombrent à l'issue des combats 300 victimes.
Des officiers figurent parmi les morts des Tuileries, bien que le major Karl Josef von Bachmann — commandant de la Garde le 10 août — ait été formellement jugé et guillotiné en septembre, toujours vêtu de son manteau d'uniforme rouge. Deux des officiers suisses qui ont survécu ont atteint un grade supérieur sous Napoléon.
Parmi les gardes rescapés, 350 passent par les armées républicaines, dont beaucoup rejoignent les Vendéens ; 389 reçoivent en 1817 de la Diète une médaille commémorative officielle intitulée Treue und Ehre (« fidélité et honneur »).

## Mémorial
L'initiative de créer un monument est prise par Karl Pfyffer von Altishofen, un officier des gardes qui se trouvait en congé à Lucerne à l'époque des faits. Il commence à recueillir de l'argent en 1818. L'année suivante, il publie une reconstitution historique des événements. 
Le projet est dessiné par le sculpteur danois Bertel Thorvaldsen et taillé en 1820-1821 par Lukas Ahorn, dans la falaise d'une ancienne carrière de grès près de Lucerne. Il mesure dix mètres de long sur six mètres de haut.

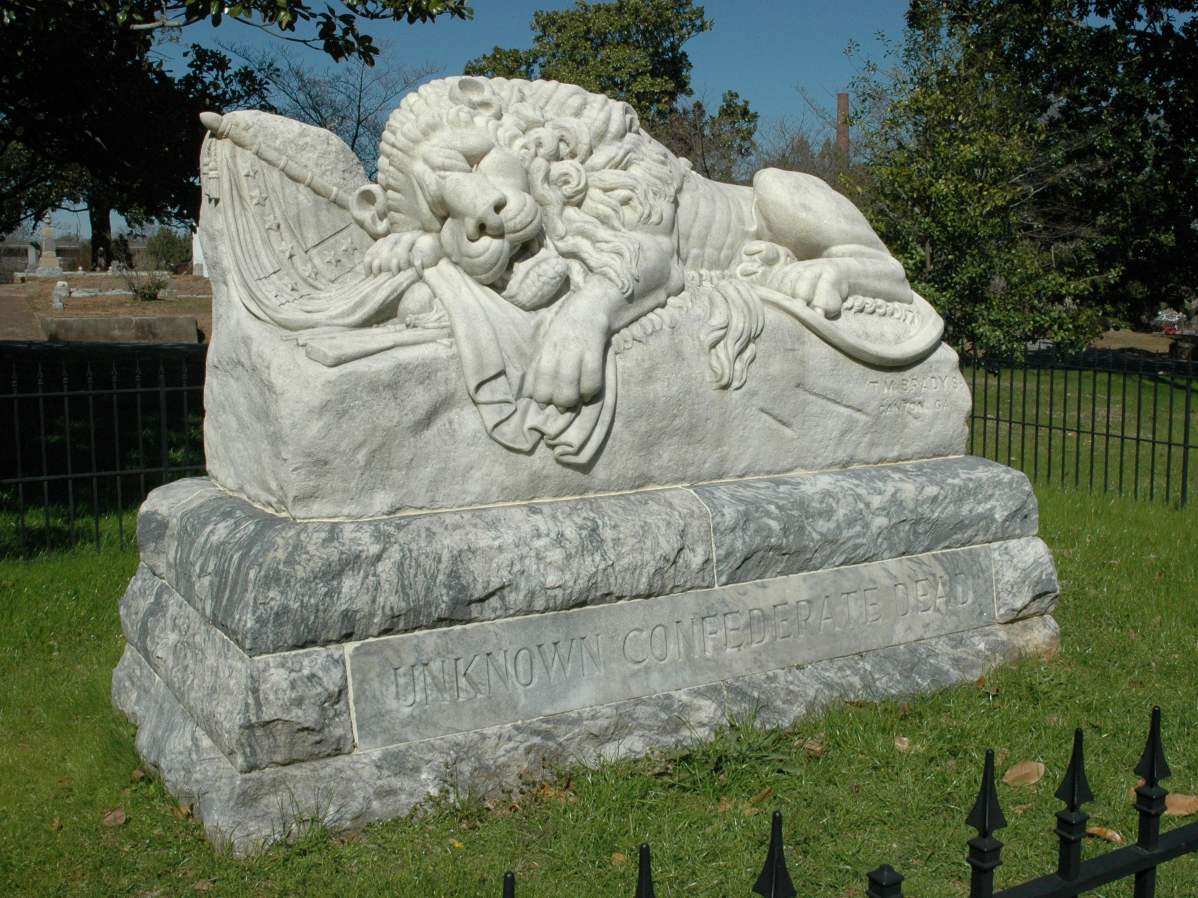
Lion de la Confédération, au cimetière d'Oakland à Atlanta.

Le monument porte une dédicace latine, Helvetiorum Fidei ac Virtuti (« À la loyauté et à la bravoure des Suisses »). Le lion mourant est présenté empalé par une lance, couvrant un bouclier portant la fleur de lys de la monarchie française ; un autre bouclier à côté de lui porte les armoiries de la Suisse. Une inscription sous la sculpture donne les noms des officiers et un dénombrement approximatif des soldats morts (DCCLX soit 760) et survivants (CCCL soit 350).
En 1880, l'écrivain Mark Twain décrit la sculpture, représentant un lion mortellement blessé, comme « la pièce de pierre la plus triste et émouvante du monde ».
La pose du lion est copiée en 1894 par Thomas M. Brady pour son Lion de la Confédération situé dans le cimetière d'Oakland à Atlanta (États-Unis).
Par ailleurs, un chant militaire français nommé Les Adieux Suisses évoque ces faits.
Dans les années 1940, le monument est un point de ralliement de mouvements d'extrême-droite et, entre 1989 et 1992, des opposants à l'adhésion à l'Espace économique européen, qui y verraient selon l'historien Alain-Jacques Tornare une œuvre à la gloire d'une Suisse conservatrice et contre-révolutionnaire.